# Daniele Vicari
Pour les articles homonymes, voir Vicari (homonymie).
Ne doit pas être confondu avec Danielle Licari.
Daniele Vicari, né le 26 février 1967 à Collegiove (Italie, province de Rieti) dans le Latium, est un réalisateur et scénariste italien. Il réalise principalement des films documentaires.

## Biographie
Diplômé en Histoire et critique du cinéma à l'université La Sapienza de Rome, Daniele Vicari commence sa vie professionnelle en tant que critique de cinéma aux magazines Cinema Nuovo (it) (de 1990 à 1996), puis Cinema 60 (de 1997 à 1999).
Après avoir réalisé deux courts-métrages traitant de questions sociales et environnementales, il réalise en 1997 — avec Guido Chiesa (it), Davide Ferrario, Antonio Leotti et Marco Simon Puccioni — le film documentaire Partigiani qui relate la lutte contre le nazisme et le fascisme à Correggio (province de Reggio d'Émilie).
L'engagement socio-politique de Vicari le porte à réaliser en 1998 quatre courts-métrages. En premier lieu Comunisti, dans lequel il décrit le meurtre de prêtres catholiques aux mains des partisans communistes en Italie dans l'immédiate après-guerre, puis Uomini e lupi, qui présente la vie des bergers de Gran Sasso, ensuite Bajram et enfin Sesso, marmitte e videogames, une critique acerbe sur la passion des Italiens pour l’automobile. En 1999, après avoir réalisé Non mi basta mai, l'histoire de cinq travailleurs licenciés par FIAT en 1980, il dirige Morto che parla, dédié à Mario Cipriani, l'acteur pasolinien qui a joué en 1963 dans La Ricotta et également présent un an auparavant dans Accattone.
En 2002, il présente en compétition Velocità massima à la 59e Mostra de Venise et, l'année suivante, il remporte avec ce film, entre autres, le David di Donatello du meilleur nouveau réalisateur.
En 2005, son film L'orizzonte degli event est projeté à la Semaine de la critique au Festival de Cannes. En 2007, son documentaire Il mio paese reçoit un second David di Donatello dans la catégorie meilleur long métrage documentaire. En 2008, son adaptation du roman de Gianrico Carofiglio Il passato è una terra straniera, coréalisé avec Elio Germano, est présenté au Festival du film de Rome.
Son film Diaz - Don't Clean Up This Blood remporte en 2012 le Prix du public au Festival du film de Berlin, ex aequo avec La Parade de Srđan Dragojević et Xingu de Cao Hamburger. Le film, qui montre les tristes événements du sommet du G8 de 2001 à Gênes, est également présenté hors compétition au festival du film de Venise et remporte quatre David di Donatello,,.
La nave dolce è stato est présenté hors compétition comme événement spécial au 69e festival du film de Venise, où il remporte le prix Pasinetti .

### Vie privée
Daniele Vicari a épousé la réalisatrice Costanza Quatriglio.

## Filmographie partielle
- 1997 : Partigiani (documentaire)
- 1998 : Uomini e lupi (it) (documentaire)
- 1999 : Non mi basta mai (documentaire)
- 2002 : Velocità massima (it)
- 2005 : L'orizzonte degli eventi (it)
- 2006 : Il mio paese (it) (documentaire)
- 2008 : Il passato è una terra straniera (it)
- 2012 : Diaz : un crime d'État (Diaz - Don't Clean Up This Blood) (fiction)
- 2012 : La nave dolce (it) (documentaire)
- 2018 : Prima che la notte

## Distinctions

### Récompenses
- 2002 : Festival du film italien d'Annecy : Grand prix Annecy Cinéma italien pour Velocità massima.
- 2003 : Ciak d'oro : Prix de la meilleure première œuvre pour Velocità massima.
- 2012 : prix Sergio-Leone pour l'ensemble de son œuvre.
- 2013 : Festival du film italien d'Annecy : Terra di cinema : Prix du public de la meilleure fiction pour Diaz (ex aequo avec Alì ha gli occhi azzurri de Claudio Giovannesi).
- 2013 : Festival 2 cinéma de Valenciennes : Mention spéciale de la critique, catégorie fiction pour Diaz : un crime d'État.

### Nominations
- 2013 : David di Donatello du meilleur réalisateur pour Diaz : un crime d'État